# X Factor Okinawa Japan
X Factor Okinawa Japan è la versione giapponese del talent show di origine britannica The X Factor.

## Giudici
1ª edizione (2013–14): Kaz Utsunomiya, Rino Nakasone e Kiyoshi Matsuo

## Vincitori
1ª edizione (2013–14): Sky's the Limit

## Ospiti
In una puntata dello show si sono esibiti gli One Direction.